# صلصة التارتار

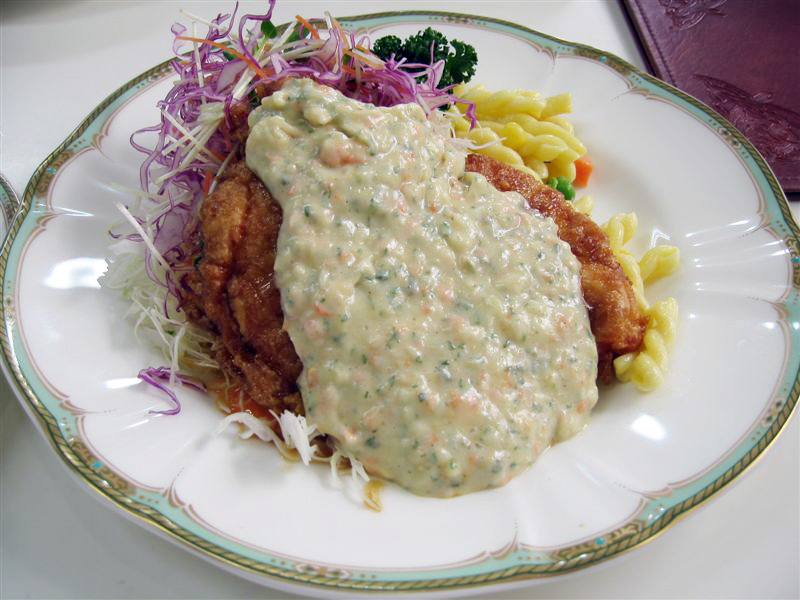
صلصة الطرطور على لحم الدجاج.

صلصة التتار أو الطَّرَطُور أو الطَّارَطُور أو التَّرْتار (بالفرنسية: Sauce tartare)‏ هي صلصة تقدم مع الأسماك ومع شطيرة الفلافل والشاورما. يعود أصل التسمية إلى الفرنسية، حيث سميت الصلصة باسم التتار الذين كانوا يطلبون صلصة حادة. تتكون من الطحينة والثوم والملح والفلفل والليمون وأحيانا يتم إضافة لبن الزبادي.

## التركيبة والمكونات والوصفات
تعتمد صلصة التارتار على المايونيز أو الأيولي (Aioli) [الإنجليزية] مع إضافة بعض المكونات الأخرى. في المملكة المتحدة تضيف الوصفات عادةً إلى قاعدة المزيج القبار والخيار المُخلل وعصير الليمون والشبت. قد تتضمن الوصفات الأمريكية مخلل الخيار المفروم والبصل (أو الثوم المعمر) والبقدونس الطازج.  في بعض الأحيان يتم إضافة البيض المسلوق المفروم أو الزيتون بالإضافة إلى  [الإنجليزية] والبصل المخلل [الإنجليزية].  قد تشمل الأصناف المجرية القشدة الحامضة (أو الكريمة) وبودرة السكر والفلفل الأبيض (White Pepper) [الإنجليزية] والنبيذ الأبيض بالإضافة إلى المكونات الأساسية الأخرى.

## المعلومات الغذائية
يحتوي كل ربع كوب من الطرطور بحسب موقع شهية، على المعلومات الغذائية التالية:
- السعرات الحرارية: 360
- الدهون: 32
- الدهون المشبعة: 4
- الكوليسترول: 0
- الكاربوهيدرات: 14
- البروتينات: 11

## وصلات خارجية
وصفة الطرطور مع معلوماتها الغذائية